# Ben Blaisse
Berndt Stephan „Ben” Blaisse (ur. 8 maja 1911 w Amsterdamie, zm. 30 kwietnia 2006 w Hadze) – holenderski fizyk, w młodości łyżwiarz szybki.
W wieku 24 lat Blaisse uczestniczył w Zimowych Igrzyskach Olimpijskich 1936 w Garmisch-Partenkirchen. Brał wówczas udział w jednej konkurencji łyżwiarstwa szybkiego, biegu na 500 m, gdzie zajął 27. miejsce.
Pracował naukowo jako fizyk. Był profesorem Uniwersytetu Amsterdamskiego, zajmującym się fizyką niskich temperatur.
Jego bratankiem był holenderski wioślarz, Steven Blaisse. 

## Rekordy życiowe
| Dystans  | Czas     | Data             | Miejsce      |
| -------- | -------- | ---------------- | ------------ |
| 500 m    | 45,70    | 1 lutego 1936    | Davos        |
| 1000 m   | 1:38,40  | 7 lutego 1935    | Sankt Moritz |
| 1500 m   | 2:27,70  | 21 stycznia 1933 | Davos        |
| 3000 m   | 5:19,20  | 21 stycznia 1935 | Davos        |
| 5000 m   | 9:19,20  | 13 stycznia 1934 | Davos        |
| 10 000 m | 19:06,30 | 1 lutego 1936    | Davos        |
| Źródło:  |          |                  |              |